# Gleixhe
Gleixhe (en való Gléhe) és un antic municipi de Bèlgica a la província de Lieja que el 1964 va fusionar amb Les Awirs i el 1977 amb Flémalle. Es troba a la frontera entre l'altiplà d'Haspengouw i la vall del Mosa. Desguassa via el rau des Awirs al Mosa.

## Galeria

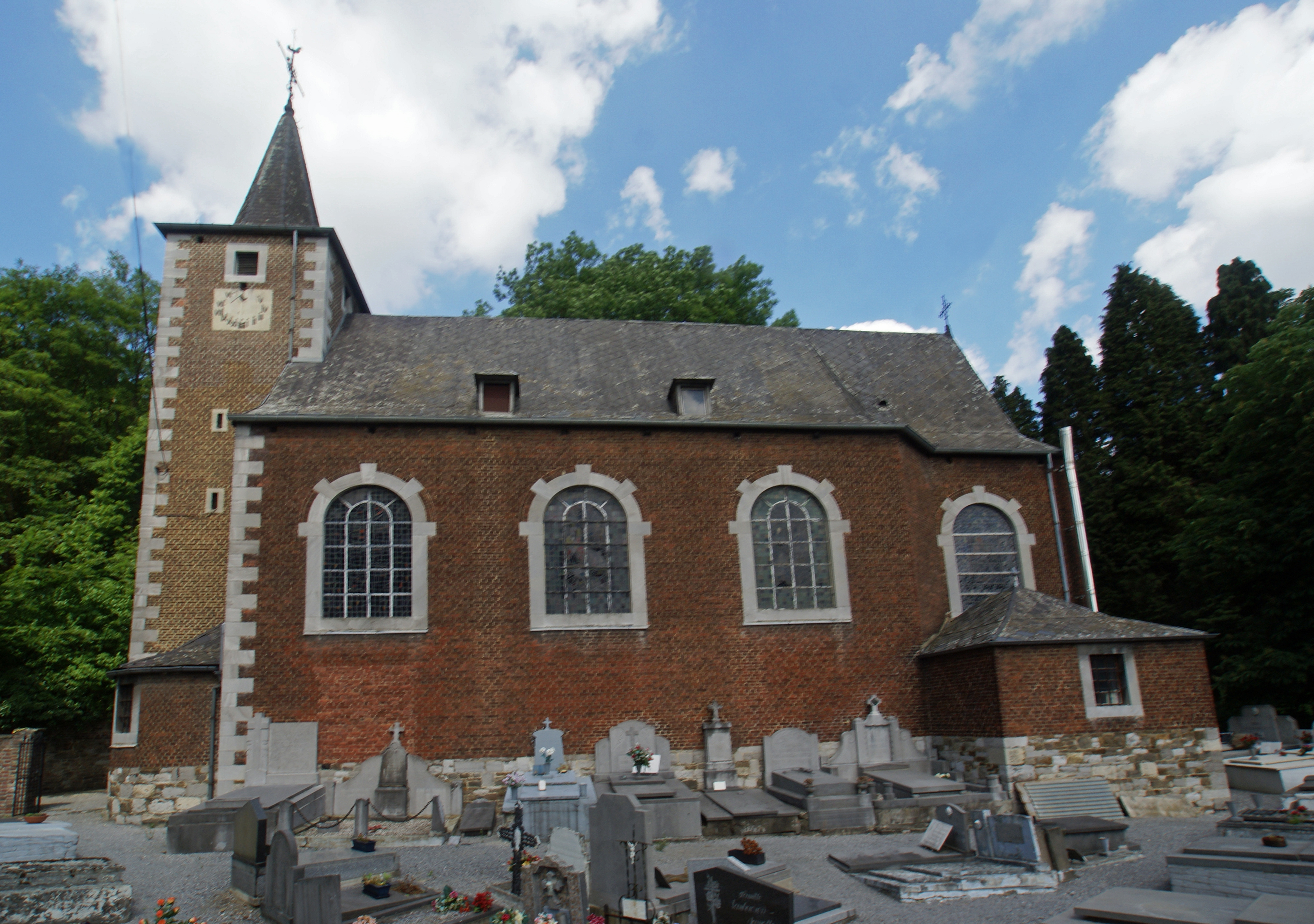
Església de Lambert de Lieja
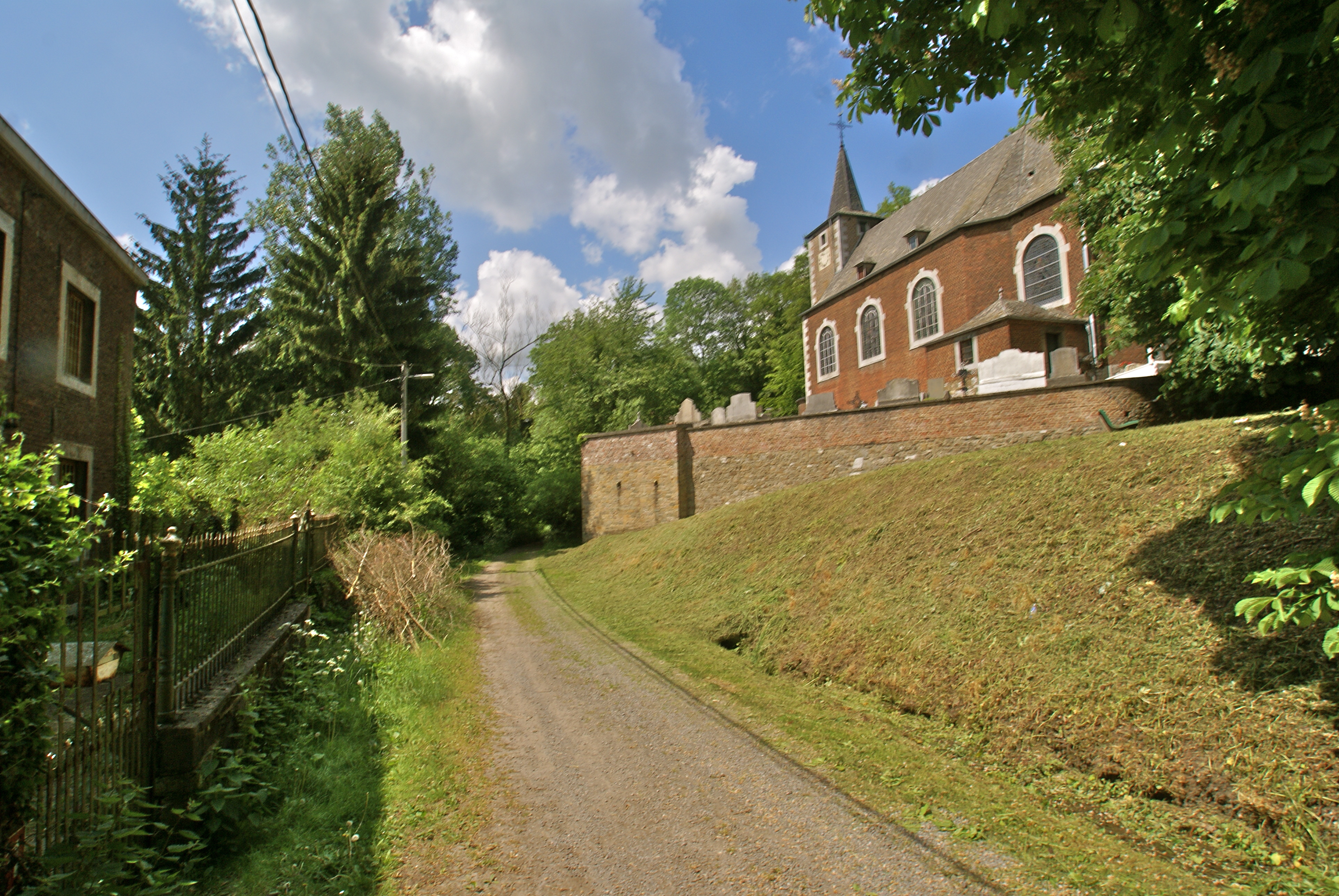
El camí n° 1
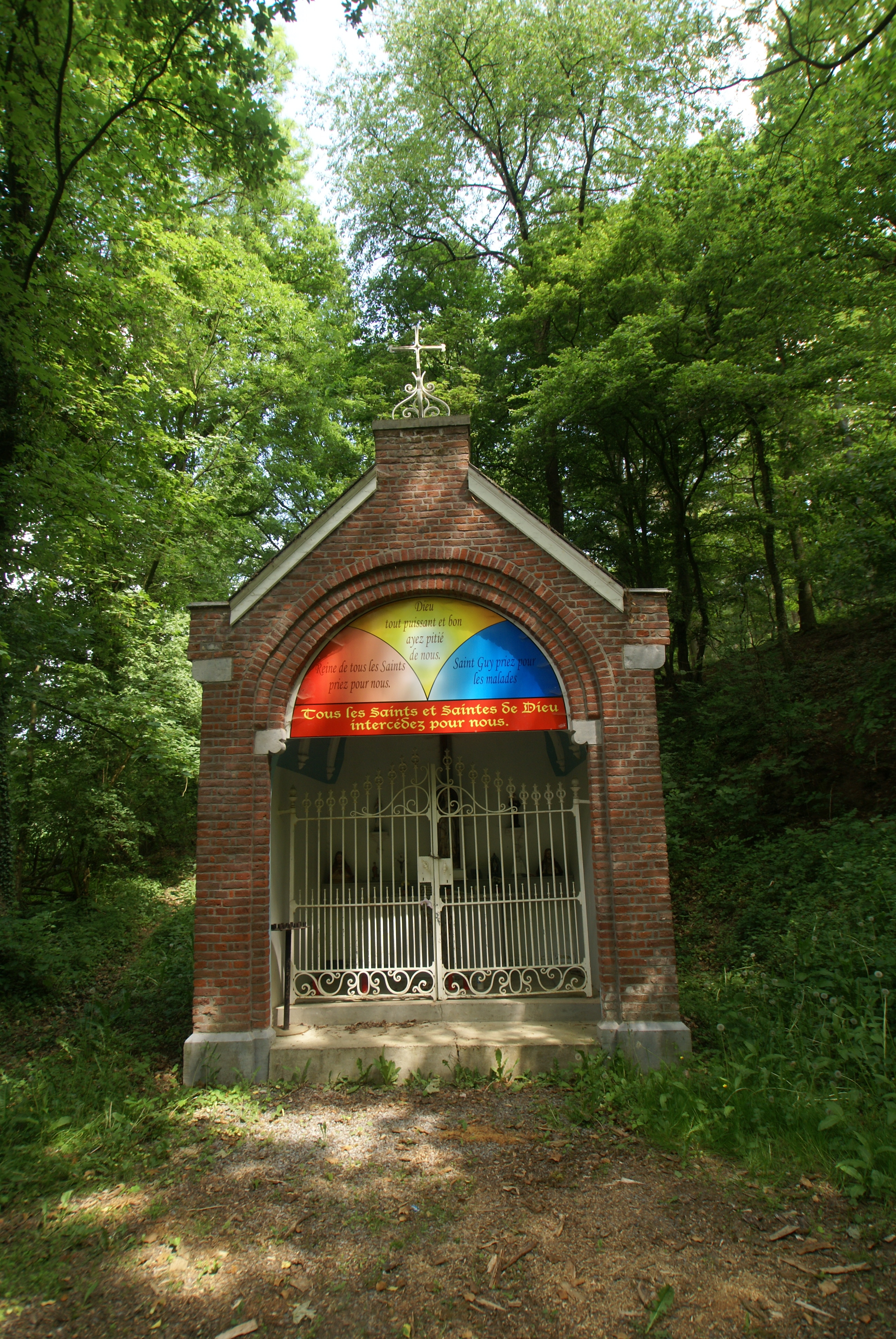
La capella de Guidó d'Anderlecht
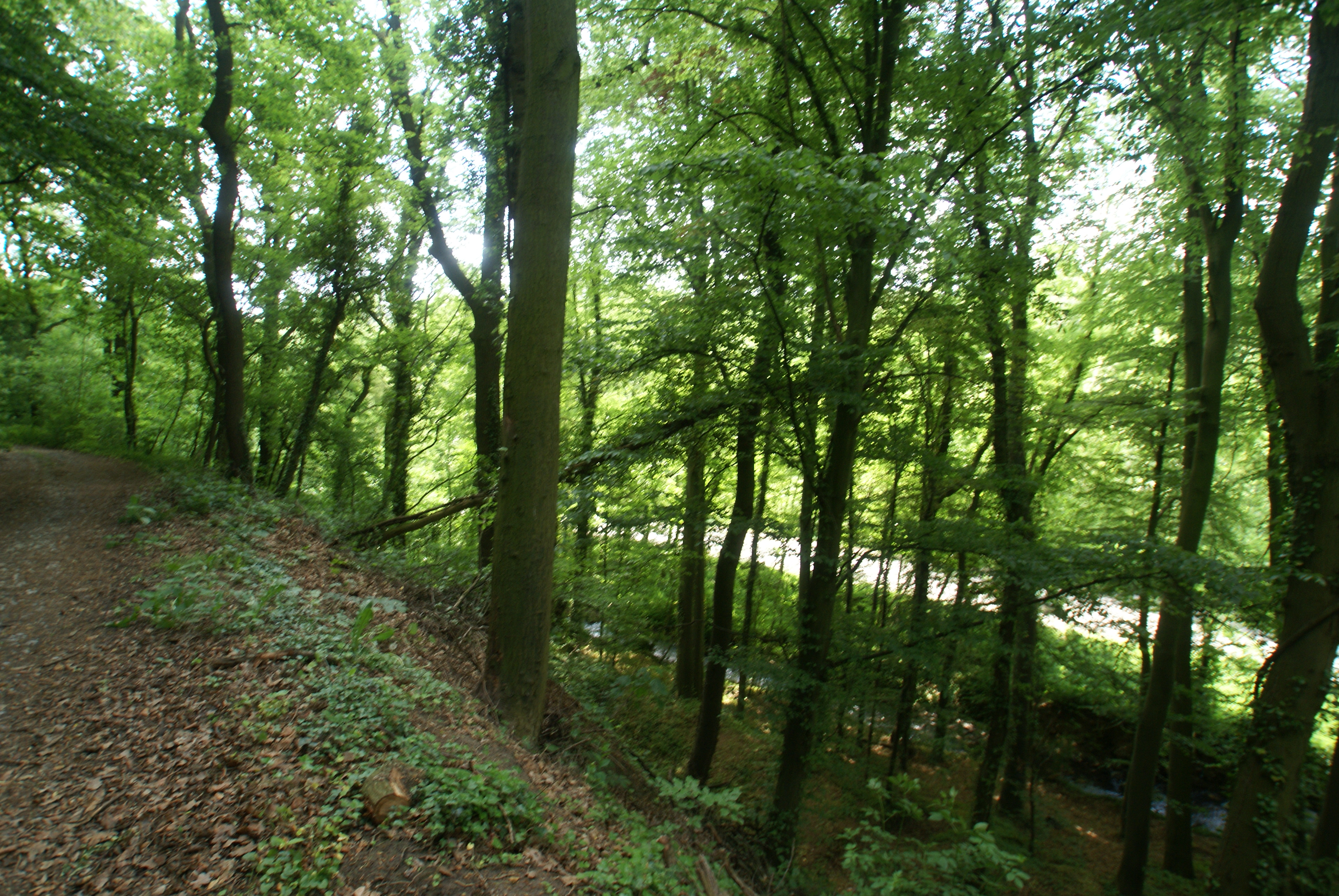
Rau des Awirs

## Llocs d'interès
- Castell de Hautepenne
- Església de Lambert
- Capella de Guidó d'Anderlecht
- El sender n°1 "Les vertes voies de Flémalle" (traducció: les vies verds de Flémalle)